# Ајола (Ређо Емилија)
Ајола (итал. Aiola) је насеље у Италији у округу Ређо Емилија, региону Емилија-Ромања.
Према процени из 2011. у насељу је живело 170 становника. Насеље се налази на надморској висини од 78 м.